# Parc Yokoamichō
Le parc Yokoamicho (横網町公園, Yokoamichō kōen) est un jardin public situé dans le district Yokoami de l'arrondissement de Sumida à Tokyo au Japon.

## Histoire
Lors du séisme de Kantō le 1er septembre 1923, au moins 44 000 personnes sont tuées dans le parc tandis qu'il est balayé par une tempête de feu. À la suite de cette catastrophe, le parc devient l'emplacement du principal mémorial du tremblement de terre; Le Earthquake Memorial Hall et un proche charnier contiennent les cendres de 58 000 victimes du séisme.
Après la Seconde Guerre mondiale, le parc sert également d'emplacement au principal mémorial des victimes des bombardements de Tokyo en 1944 et 1945. Les cendres de 105 400 personnes tuées au cours des raids sont inhumées au parc Yokoamicho entre 1948 et 1951. Un monument à la mémoire des personnes tuées lors des raids est inauguré dans le parc en mars 2001.
Chaque année depuis 1974, l'association Japon-Corée (日朝協会, Niccho Kyokai) y tient une cérémonie commémorative en mémoire des victimes du massacre du Kantō, qui a ciblé les personnes d'origine coréenne et chinoise dans la région,. Cependant, la cérémonie fait régulièrement l'objet de contre-manifestations, notamment de la part de l'organisation Japan Women's Group Gentle Breeze (日本女性の会そよ風, nihon josei no kai soyokaze). Par exemple, en 2020, le groupe affiche une banderole « Le massacre des coréens est un mensonge ». Cela peut mener à bagarres comme en 2019 et en conséquence, 700 policiers ont été déployés l'année suivante, où aucun affrontement a eu lieu. En 2022, la gouverneur de Tokyo, Yuriko Koike, avait refusé de manière controversée d'envoyer un message commémoratif pour la sixième année consécutive,.